# Hipólito Sánchez Rangel
Hipólito Antonio Sánchez Rangel de Fayas (Villa de los Santos, 2 de diciembre de 1761-Lugo, 29 de abril de 1839) fue un religioso franciscano español que ejerció como primer obispo de Maynas (1805-1824) y obispo de Lugo (1825-1839).

## Biografía
Hipólito Sánchez Rangel nació en Villa de los Santos (Badajoz) en 1761, de una familia noble pero de recursos limitados y relacionada con la orden franciscana, a la cual se uniría a los quince años en Segura de León. En 1783, ingresó al Convento de San Buenaventura de Sevilla, luego estudió Filosofía y Teología en Lebrija y Sevilla. Ejerció como profesor en varios colegios de su orden, en Arcos de la Frontera, Jerez y Utrera.
En 1795, fue nombrado custodio y provincial de las misiones franciscanas de Florida, con sede en La Habana, para mediar entre religiosos criollos y españoles. Sin embargo, debido a conflictos con su compañero Mariano Ulagar permaneció en España. En 1800 fue encargado nuevamente de dirigirse hacia Cuba con la misma misión, por lo que partió de Cádiz en 1802 después de negarse en varias ocasiones. Tras llegar, obtuvo el doctorado en Teología por la Universidad de San Gerónimo de La Habana.
En 1804, fue nombrado como el primer obispo de la recién creada diócesis de Maynas, en el virreinato del Perú, designación a la que nuevamente se negó pero fue convencido por el obispo de la Habana, Juan José Díaz de Espada. Tras un largo viaje, fue consagrado obispo en Quito en 1807 y asumió su sede episcopal en Jéberos al año siguiente. Realizó una visita general a su diócesis, erigida en plena Amazonía, que posteriormente describió como:
un obispado de una extensión inmensa, en el que apenas hay pueblo donde vivir sin incomodarse lo sumo en el cuerpo y en el espíritu por su situación local, por sus habitantes o por sus escaseces y plagas
El obispo insistió en reformas a la organización de su diócesis ante la Corona española, insistiendo en la necesidad de mejores comunicaciones con Lima (capital del virreinato) y España, un mayor control sobre las misiones y el traslado de su sede episcopal a Moyobamba, acción que realizó tras la sublevación indígena de Jéberos de 1809. En una segunda visita pastoral, entró en conflicto con los misioneros franciscanos de Ocopa.
Con el inicio de la independencia del Perú, su apoyo a la Corona española lo obligó a huir en 1821 y refugiarse en Brasil, y luego en Lisboa y Madrid. Fue nombrado como administrador apostólico de Cartagena y, finalmente, en 1825 obispo de Lugo, donde falleció a causa de una congestión cerebro-pulmonar el 29 de abril de 1839.

## En la cultura popular
- Hipólito Sánchez Rangel es el protagonista de la tradición Los veinte mil godos del obispo del escritor peruano Ricardo Palma, que relata su trabajo y su huida de la diócesis de Maynas durante la independencia.